# آلساندرو ده مارکی
آلساندرو ده مارکی (ایتالیایی: Alessandro De Marchi؛ زادهٔ ۱۹ مهٔ ۱۹۸۶) دوچرخه‌سوار اهل ایتالیا است.
از باشگاه‌هایی که در آن رکاب زده‌است می‌توان به تیم بی‌ام‌سی، اندرونی جوکاتولی–سیدرمک، و اندرونی جوکاتولی–سیدرمک، و لیکویگاس اشاره کرد.